# Leichtathletik-Europameisterschaften 1958/4 × 100 m der Frauen

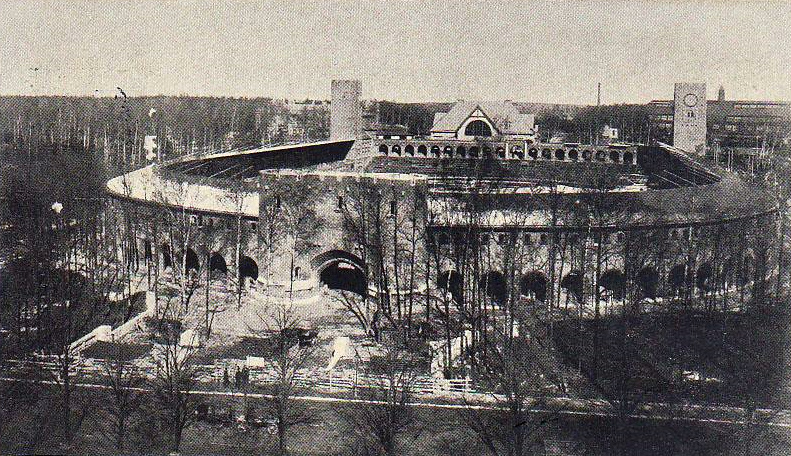
Offizielle Ansichtskarte des Stockholmer Olympiastadions aus dem Jahr 1912

Die 4-mal-100-Meter-Staffel der Frauen bei den Leichtathletik-Europameisterschaften 1958 wurde am 23. und 24. August 1958 im Stockholmer Olympiastadion ausgetragen.
Europameisterinnen wurden die Titelverteidigerinnen aus der Sowjetunion mit Wera Krepkina, Linda Kepp, Nonna Poljakowa und Walentyna Maslowska.
Großbritannien gewann die Silbermedaille in der Besetzung Madeleine Weston, Dorothy Hyman, Claire Dew und Carole Quinton.
Bronze ging an Polen (Maria Chojnacka, Barbara Janiszewska, Celina Jesionowska, Maria Bibro).

## Rekorde

### Bestehende Rekorde
| Weltrekord   | 44,5 s | Australien (Shirley Strickland de la Hunty, Norma Croker, Fleur Mellor, Betty Cuthbert) | OS Melbourne, Australien | 1. Dezember 1956 |
| Europarekord | 44,7 s | Großbritannien (Anne Pashley, Jean Scrivens, June Foulds, Heather Armitage)             | OS Melbourne, Australien | 1. Dezember 1956 |
| EM-Rekord    | 45,8 s | Sowjetunion (Wera Krepkina, Rimma Ulitkina, Marija Itkina, Irina Turowa)                | EM Bern, Schweiz         | 29. August 1954  |

### Rekordverbesserungen
Die Staffel der Europameisterinnen aus der Sowjetunion (Wera Krepkina, Linda Kepp, Nonna Poljakowa, Walentyna Maslowska) verbesserten den bestehenden EM-Rekord bei diesen Europameisterschaften zweimal:
- 45,7 s – zweiter Vorlauf am 23. August
- 45,3 s – Finale am 24. August

## Vorrunde
23. August 1958, 17.10 Uhr
Die Vorrunde wurde in zwei Läufen durchgeführt. Die ersten drei Staffeln pro Lauf – hellblau unterlegt – qualifizierten sich für das Finale.

### Vorlauf 1
| Platz | Name        | Nation                                                              | Zeit (s) |
| ----- | ----------- | ------------------------------------------------------------------- | -------- |
| 1     | Deutschland | Brigitte Weinmeister Hannelore Sadau Gisela Birkemeyer Bärbel Mayer | 45,9     |
| 2     | Italien     | Sandra Valenti Letizia Bertoni Maria Musso Giuseppina Leone         | 46,2     |
| 3     | Polen       | Maria Chojnacka Barbara Janiszewska Celina Jesionowska Maria Bibro  | 46,5     |
| 4     | Schweiz     | Gretel Bolliger Fry Frischknecht Alice Fischer Alice Merz           | 50,8     |

### Vorlauf 2
| Platz | Name           | Nation                                                                        | Zeit (s) |
| ----- | -------------- | ----------------------------------------------------------------------------- | -------- |
| 1     | Sowjetunion    | Wera Krepkina Linda Kepp Nonna Poljakowa Walentyna Maslowska                  | 45,7 CR  |
| 2     | Niederlande    | Johanna Bloemhof Ine Spijk Ria van Kuik Joke Bijleveld                        | 46,1     |
| 3     | Großbritannien | Madeleine Weston Dorothy Hyman Claire Dew Carole Quinton                      | 46,3     |
| 4     | Schweden       | Maj-Lena Lundström Marianne Johansson Ulla-Britt Johansson Britt Mårtensson   | 47,3     |
| DSQ   | Frankreich     | Françoise Piccardy Juliette Angenieux Micheline Fluchot Catherine Capdevielle |          |

## Finale
24. August 1958, 15.05 Uhr
| Platz | Name           | Nation                                                              | Zeit (s) |
| ----- | -------------- | ------------------------------------------------------------------- | -------- |
| 1     | Sowjetunion    | Wera Krepkina Linda Kepp Nonna Poljakowa Walentyna Maslowska        | 45,3 CR  |
| 2     | Großbritannien | Madeleine Weston Dorothy Hyman Claire Dew Carole Quinton            | 46,0     |
| 3     | Polen          | Maria Chojnacka Barbara Janiszewska Celina Jesionowska Maria Bibro  | 46,0     |
| 4     | Italien        | Sandra Valenti Letizia Bertoni Maria Musso Giuseppina Leone         | 46,7     |
| 5     | Niederlande    | Johanna Bloemhof Ine Spijk Ria van Kuik Joke Bijleveld              | 46,3     |
| 6     | Deutschland    | Brigitte Weinmeister Hannelore Sadau Gisela Birkemeyer Bärbel Mayer | 46,4     |